# Kirin Cup
Kirin Cup to coroczny piłkarski turniej rozgrywany w Japonii od roku 1978 i organizowany przez browar Kirin Corporation. W turnieju tym brały udział zarówno reprezentacje jak i drużyny klubowe, ale zawsze startuje w nich reprezentacja Japonii. Od 1992 roku w turnieju biorą udział już wyłącznie drużyny narodowe.

## Zwycięzcy/finaliści
- 2016 :  Bośnia i Hercegowina
- 2015: nie rozgrywano
- 2014: nie rozgrywano
- 2013: nie rozgrywano
- 2012: nie rozgrywano
- 2011 :  Czechy /  Japonia /  Peru
- 2010 : nie rozgrywano
- 2009 :  Japonia
- 2008 :  Japonia
- 2007 :  Japonia
- 2006 :  Szkocja

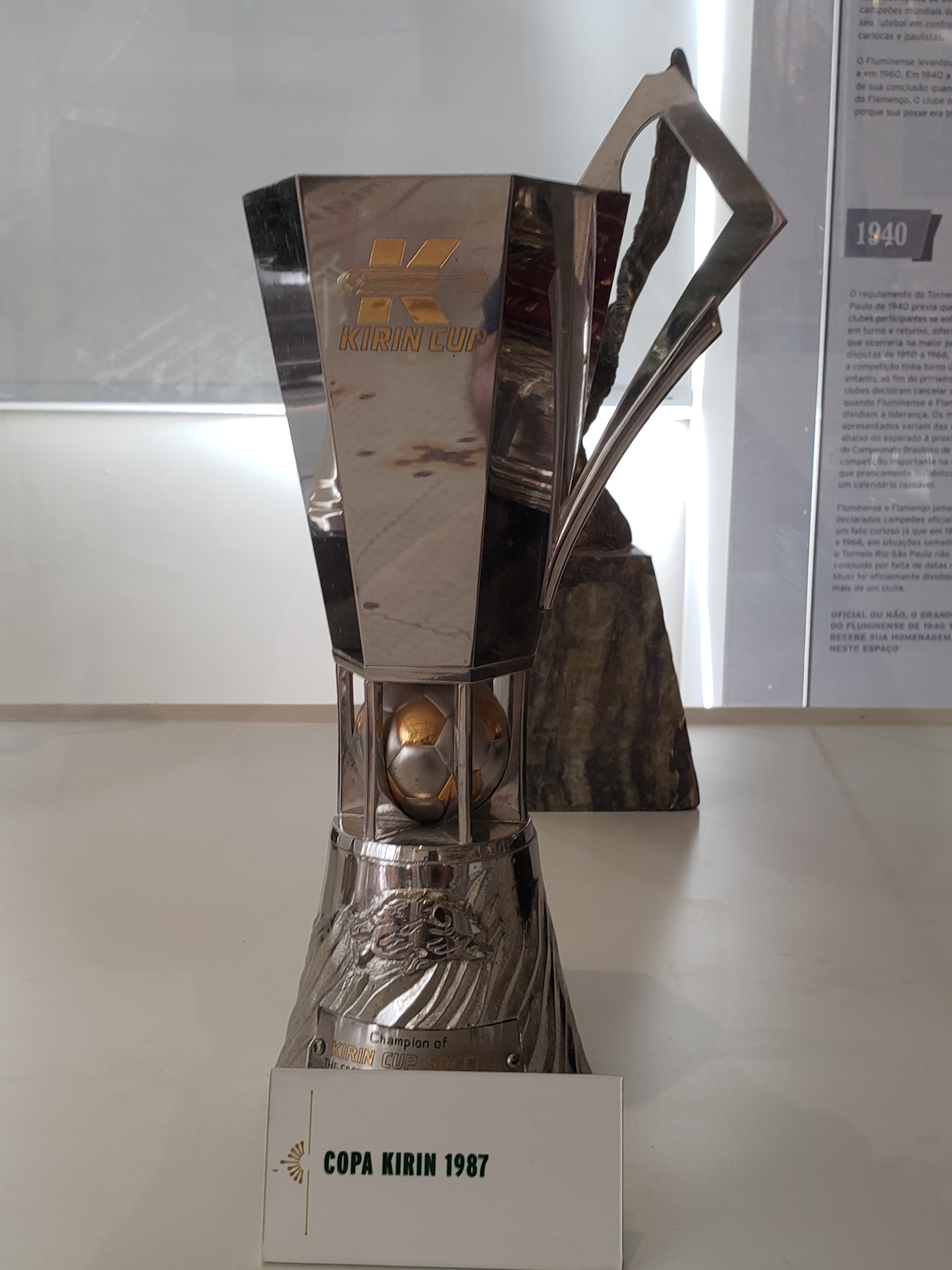
Kirin Cup 1987.

- 2005 :  Peru /  Zjednoczone Emiraty Arabskie
- 2004 :  Japonia
- 2003 : brak zwycięzcy
- 2002 : brak zwycięzcy
- 2001 :  Japonia
- 2000 :  Japonia /  Słowacja
- 1999 :  Belgia /  Peru
- 1998 :  Czechy
- 1997 :  Japonia
- 1996 :  Japonia
- 1995 :  Japonia
- 1994 :  Francja
- 1993 :  Węgry
- 1992 :  Argentyna
- 1991 :  Japonia
- 1990 : nie rozgrywano
- 1989 : nie rozgrywano
- 1988 : CR Flamengo ( Brazylia)
- 1987 : Fluminense FC ( Brazylia)
- 1986 : Werder Brema ( RFN)
- 1985 : Santos FC ( Brazylia)
- 1984 : SC Internacional ( Brazylia)
- 1983 : Newcastle United ( Anglia)
- 1982 : Werder Brema ( RFN)
- 1981 : Club Brugge ( Belgia)
- 1980 : Middlesbrough ( Anglia)
- 1979 : Tottenham Hotspur ( Anglia)
- 1978 : Borussia Mönchengladbach ( RFN) / SE Palmeiras ( Brazylia)